# 홍준호
홍준호(한국 한자: 洪俊豪, 1993년 10월 11일 ~ )은 대한민국의 축구 선수이며 포지션은 수비수이다. 현재 충북 청주 FC에서 활약하고 있다.

## 클럽 경력
전주대학교 축구부에서 중앙 수비수와 스트라이커를 오가며 활약하였다. 전주대를 졸업한 후 2015년 12월 광주 FC에 입단하였다. 2016 K리그 클래식 개막전 포항과의 경기에 출전하며 프로 데뷔전을 치렀다. 4월 17일 전남과의 경기에서는 프로 데뷔골을 기록했다.
2018년 6월 26일에 울산 현대로 6개월 임대 이적하였다.
2021년 2월 3일 K리그1의 FC 서울 이적이 발표되었다.
2021년 7월 20일 제주 유나이티드의 여름 선수와 트레이드 되었다.

## 국가대표팀 경력
2012년 7월 대한민국 U-19 대표팀에 소집되었다.
2016년 대한민국에서 열린 올림픽 대표팀 4개국 친선대회에 출전하는 대한민국 U-23 대표팀에 소집되었으나 올림픽 최종 명단에는 포함되지 못했다.

## 수상 내역

### 클럽

#### 광주 FC
- K리그2 우승: 2019